# Stunt GP
Stunt GP es un videojuego de carreras de autos por control remoto desarrollado por el estudio con sede en Reino Unido Team17 y lanzado en 2001. Fue distribuido para Windows y Dreamcast por Eon Digital Entertainment y para PlayStation 2 por Titus Software. Stunt GP utiliza el motor RenderWare. Ofrece modos de juego para un jugador y multijugador local con el método de pantalla partida admitiendo varios controles de juego.

## Modos de juego
El juego dispone de cinco modos de juego llamados Arcade, Exhibición, Contrarreloj, Desafío de acrobacia y Campeonato.
El modo Arcade permite al jugador desbloquear contenido nuevo para el juego, como autos y pistas. En modo Exhibición, el jugador podrá elegir su auto, pista, y la cantidad de oponentes de la IA, entre otras configuraciones. El modo Contrarreloj permite al jugador superar récords de tiempo en una lista restringida de pistas. El modo Desafío de acrobacia permite al jugador anotar un número máximo de trucos aéreos en una arena de acrobacias. Finalmente, el modo Campeonato consiste en una temporada completa de 20 carreras en la cual el jugador podrá mejorar gradualmente el auto y sus componentes.

## Jugabilidad

### Mecánicas
El auto es controlado desde una perspectiva en tercera persona utilizando las flechas del teclado. Los autos funcionan con una batería que perderá energía lentamente con el tiempo. Una vez que la batería se haya quedado sin energía, el auto irá más lento, dejando al jugador con una gran desventaja. Varias mecánicas del juego interactúan con el nivel de la batería. Cerca de la línea de meta de cada pista se encuentra una pit stop, donde el jugador podrá recargar las baterías. Se puede utilizar un impulso de velocidad pulsando la tecla Control, pero gastará batería más rápido de lo normal. Las acrobacias se podrán ejecutar cuando el jugador esté en el aire pulsando la tecla Shift y una flecha. Si la acrobacia es exitosa, se restaurará una cantidad de energía.

### Autos
Existen 20 autos en el juego, de los cuales solo 6 estarán disponibles en un principio. Los otros podrán desbloquearse al jugar modos como Arcade, Contrarreloj y Campeonato. Los autos están divididos en 4 categorías.
Wild Wheels son autos con un agarre sólido en el camino. Son representados con vehículos pesados como camionetas o 4x4. Aero Blasters son vehículos con gran agilidad. Estos son los que giran más rápido durante las acrobacias. Sus diseños son futuristas. Speed Demons son autos con gran aceleración y velocidad máxima. Son puntiagudos y aerodinámicos. Team Specials es una categoría especial que reagrupa vehículos excéntricos como un automóvil monoplaza o un montacargas.
En el modo campeonato, cada auto puede ser modificado de forma extensa, como los tipos de motores, suspensiones, frenos, baterías, etc.

## Desarrollo
El juego fue anunciado por Team17 y Hasbro Interactive en noviembre de 1999 para un lanzamiento en marzo del 2000, y sería lanzado bajo la marca de Atari Interactive de Hasbro. En marzo de 2000, Infogrames North America consiguió los derechos de distribución norteamericana para el título para una fecha estimada para el otoño. En julio del 2000, Titus Interactive obtuvo los derechos para publicar la versión de PlayStation 2 del juego, mientras que Virgin Interactive se encargó de la distribución.
Tras la compra de Hasbro Interactive por Infogrames en enero de 2001, la compañía anunció el 19 de enero que no publicarían el título debido a los numerosos retrasos del juego, y que el periodo de lanzamiento no entraba en los lanzamientos del distribuidor para el comienzo del año. El 19 de marzo, Eon Digital Entertainment anunció que obtuvieron los derechos para publicar las versiones de PC y Dreamcast.

## Recepción
La versión de PlayStation 2 recibió «reseñas generalmente desfavorables» de acuerdo con el sitio web agregador de reseñas Metacritic. En Japón, donde la misma versión de consola fue porteada para ser lanzada el 11 de abril de 2002, Famitsu le dio un puntaje de 29 de 40.